# 北条時見
北条 時見（ほうじょう ときみ）は、鎌倉時代後期の武将、名越流北条氏の一門。名越 時見（なごえ ときみ）、江馬（江間） 時見（えま ときみ）とも呼ばれる。

## 生涯
元弘元年（1331年）9月、元弘の乱において、北条高時によって金沢貞冬、足利高氏らとともに畿内に派遣された。
元弘2年/正慶元年（1332年）9月、畿内の反幕勢力討伐のため、淡河時治とともに北陸道7ヶ国の軍勢を率いて東坂本（現滋賀県大津市）を経て上京に上洛した。
元弘3年/正慶2年（1333年）、楠木正成討伐のための千早城の戦いに参加し、3000の兵で水辺に陣を構え、城から降りてくる兵を討とうと画策している。